# Acronicta eothina
Acronicta eothina är en fjärilsart som beskrevs av Franz Dannehl 1925. Acronicta eothina ingår i släktet Acronicta och familjen nattflyn. Inga underarter finns listade i Catalogue of Life.